# Thomas Benninghaus

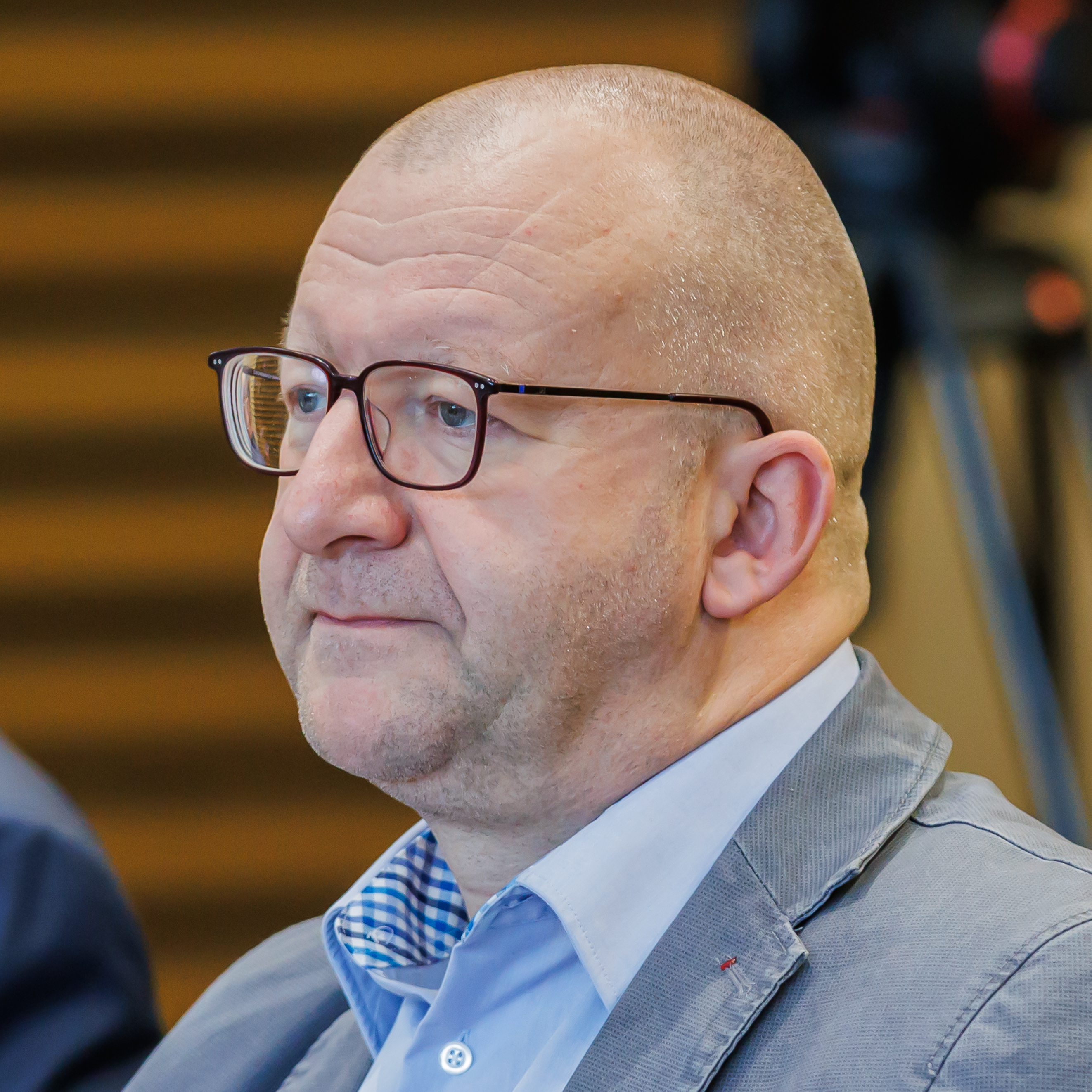
Thomas Benninghaus (2024)

Thomas Benninghaus (* 1973 in Rudolstadt) ist ein deutscher Politiker (AfD). Er ist seit 2024 Mitglied des Thüringer Landtags.

## Leben
Benninghaus ist kaufmännischer Fachwirt. Er ist verheiratet, Vater zweier Kinder und lebt in Rudolstadt.

## Politik
Benninghaus ist Kreisvorsitzender der AfD im Landkreis Saalfeld-Rudolstadt. Zudem ist er Mitglied des Kreistags des Landkreises Saalfeld-Rudolstadt.
Bei der Landtagswahl in Thüringen 2024 wurde Benninghaus über das Direktmandat im Wahlkreis Saalfeld-Rudolstadt I in den Landtag gewählt.